# Rosas en mi almohada
«Rosas en mi almohada» es una canción interpretada por la cantante mexicana María José junto al dúo estadounidense Ha*Ash, incluido en su primer álbum en vivo Conexión (2019). Se lanzó como segundo sencillo promocional del disco el 27 de enero de 2020. Alcanzó el tercer lugar en la lista Monitor Latino de México.

## Antecedentes y lanzamiento
El 1 de octubre de 2018, la canción fue grabada en Quarry Studio en la Ciudad de México. El 1 de febrero del año siguiente, el dúo durante su 100 años contigo en el Auditorio Nacional, invitó a María José a cantar una canción inédita, titulada «Rosas en mi almohada». Esta colaboración se volvería a repetir al día siguiente. La canción fue compuesta por las integrantes del dúo (Ashley Grace y Hanna Nicole) junto a la cantante Kany García, la producción fue llevada a cabo por Armando Ávila.
El 7 de junio de 2019, el tema se lanzó junto al disco Conexión. Luego de cuatro sencillos y uno promocional, María José publicó «Rosas en mi almohada» como segunto tema promocional el 27 de enero de 2020.

## Vídeo musical
El video oficial de «Rosas en mi almohada» se lanzó a través del canal oficial de la cantante mexicana el día 6 de junio de 2019. Fue rodado y grabado en vivo frente a un público seleccionado para asistir a un concierto ubicado en la Ciudad de México, México.

## Presentaciones en vivo
La canción ha sido interpretada en 2 ocasiones en vivo por ambos artistas. 
- Auditorio Nacional, México - 1 de febrero de 2019 para la gira 100 años contigo de Ha*Ash.[6]
- Auditorio Nacional, México - 2 de febrero de 2019 para la gira 100 años contigo.[6]
- Auditorio Nacional, México - 7 de diciembre de 2019 para la gira Conexión de María José.[10]

## Posicionamiento en listas
| Listas (2020)                   | Mejor posición |
| ------------------------------- | -------------- |
| México (Monitor Latino)         | 3              |
| México Tocadas (Monitor Latino) | 2              |

| Listas (2020)                       | Mejor posición |
| ----------------------------------- | -------------- |
| México (Monitor Latino)             | 20             |
| México Top tocadas (Monitor Latino) | 19             |